# Chris Rea (album)
Chris Rea è il quarto eponimo album in studio del musicista britannico Chris Rea, pubblicato nel 1982.

## Tracce
1. Loving You – 3:47
2. If You Choose to Go – 4:11
3. Guitar Street – 3:58
4. Do You Still Dream? – 4:00
5. Every Beat of My Heart – 3:18
6. Goodbye Little Columbus – 4:15
7. One Sweet Tender Touch – 3:50
8. Do It for Your Love – 3:45
9. Just Want to Be with You – 4:00
10. Runaway – 3:32
11. When You Know Your Love Has Died – 4:10